# 작은 아씨들 (2022년 드라마)
《작은 아씨들》은 2022년 9월 3일부터 2022년 10월 9일까지 방송한 tvN 토일 드라마다.

## 기획의도
가난하지만 우애 있게 자란 세 자매가 대한민국에서 제일 부유하고 유력한 가문에 맞서는 이야기를 그린 드라마

## 제작진

### 극본
- 정서경 : ( 영화 《수화(手話)》(연출팀 & 나레이터), 영화 《친절한 금자씨》(각본), 영화 《모두들, 괜찮아요?》(각본), 영화 《싸이보그지만 괜찮아》(각본), 영화 《박쥐》(각본), 영화 《아가씨》(각본), 영화 《비밀은 없다》(각본), 영화 《미옥》(각색), 영화 《독전》(각본), tvN 수목미니시리즈 《마더》(집필), 영화 《헤어질 결심》(각본) 등 집필 )

### 연출
- 김희원 : ( MBC 주말특별기획드라마 《내 생애 마지막 스캔들》(책임프로듀서), MBC 저녁 일일연속극 《사랑해 울지마》(책임프로듀서), MBN 저녁 일일시트콤 《왔어 왔어 제대로 왔어》(연출), MBC 수목미니시리즈 《보고싶다》(책임프로듀서), MBC 수목미니시리즈 《운명처럼 널 사랑해》(책임프로듀서), MBC 2014 드라마페스티발 《오래된 안녕》(연출), MBC 수목미니시리즈 《맨도롱 또똣》(공동연출), MBC 월화 특별기획드라마 《화려한 유혹》(공동연출), MBC 일일 특별기획드라마 《황금주머니》(공동연출), MBC 주말 특별기획드라마 《돈꽃》(연출), tvN 월화미니시리즈 《왕이 된 남자》(연출), tvN 토일미니시리즈 《빈센조》(연출) 등 연출 )
- 권영일 : ( tvN 수목 미니시리즈 《검색어를 입력하세요 WWW》(공동연출), tvN 월화 미니시리즈 《(아는 건 별로 없지만) 가족입니다》(연출), tvN 월화 미니시리즈 《어느 날 우리 집 현관으로 멸망이 들어왔다》(연출) 등 연출 )

## 등장 인물
- (†) 표시는 드라마 상에서 최종적으로 사망한 인물이다.

### 주요 인물
- 김고은 : 오인주 역 (아역 : 박소이) - 가난한 집안의 첫째 딸, 2년제 대학을 졸업하고 부리나케 취직해 돈을 벌었다. 돈 세는 걸 좋아해서 건설 회사에서 경리로 일한다. 회사에선 왕따. 남자들한테 좀 인기가 있다고 생각해서 결혼으로 집안을 일으켜 보려고 한 적이 있다. 돈 깨나 있어 보이는 남자를 골라 결혼했는데 허울 좋은 사기꾼인 걸 알게 되어 이혼. 그 때 배운 교훈을 바탕으로 언젠가 성공적으로 재혼하리라는 계획도 있다. 마음 속 가장 깊은 곳에는, 여름에는 시원하고 겨울에는 따뜻한 집에서 온 가족 모두 내일 먹을 걱정 없이 보드라운 이불을 덮고 자고 싶다는 꿈을 간직하고 있다.

- 남지현 : 오인경 역 - 가난한 집안의 둘째 딸, 어려서부터 열심히 공부했다. 정말 정말 똑똑하면 반에서 가장 가난한 아이가, 반에서 제일 똑똑한 아이로 기억될 수 있으니까. 열심히 공부하고 올바르게 사는 가난한 아이가 성공하는 이야기, 그런 이야기의 주인공이 되고 싶었다. 대학에 가서 알았다. 제 아무리 아무리 열심히 공부해도 부자 아빠를 둔 친구의 자본 수익을 따라갈 수 없다는 것. 그래서 기자가 됐다. 기자는 권력 있고 돈 많은 사람 앞에서도 쫄지 않고 당당하게 질문할 수 있으니까. 어떤 사람들은 왜 열심히 사는데도 가난하고 어떤 사람들은 쉽게 부자일까? 아직도 이 질문에 대한 답을 찾고 있다.

- 박지후 : 오인혜 역 - 가난한 집안의 막내 딸, 미술에 놀라운 재능을 가져서 별다른 사교육 없이도 최고의 사립 예고에서 두각을 나타낸다. 언니들은 모두 이 아이를 사랑한다. 아이가 아플 때는 밤잠을 자지 않고 번갈아 돌보았고, 허리띠를 졸라 나이키 운동화, 롱패딩, 아이폰 같은 것들을 사주었다. 그렇지만 인혜는 언니들이 주는 것을 편하게 받지 못한다. 야근, 배고픔, 불편함, 굴욕감. 나이키 운동화와 롱패딩이 그런 것들로 이루어져 있음을 알기 때문이다.

### 오인경의 주변인물
- 강훈 : 하종호 역 - 고모할머니 옆집에 사는 기업가의 손자, 어렸을 때 친했던 인경을 잊지 못한다. 가업을 물려받기 위해 미국에서 경영학을 공부했지만 현재는 허리 디스크로 한국에 돌아와 치료 중. 우연히 인경과 재회한다.

- 조승연 : 조완규 역 - OBN 사회부 부장, 좌우에 치우치지 않는 공정함으로 인망이 높다. 인경의 탐사보도 정신을 높이 사고 있으며, 인경이 취재 내용을 보도할 수 있도록 협조하는 듯 했으나, 실상은 정란회의 일원으로서 인경을 유심히 지켜보고 있었던 인물.

- 공민정 : 장마리 역 - OBN 기자, 인경의 선배. 일은 잘 하지만 정치적인 사람. 인경을 걱정하는 척 하면서 못마땅해 한다. 원령학교 출신.

### 세자매의 가족들
- 김미숙 : 오혜석 역 (†) - 세 자매의 고모할머니, 젊은 시절, 미군과 결혼해 미국으로 갔다가 이혼 후 현지에서 간호사가 되었다. 이후 한국에 돌아와 부동산 투자를 시작했고 현재는 부동산 업계의 거부. 돈 앞에서는 혈연도 저버릴 수 있는 냉혹한 인물. 원기선 장군이 만든 사조직 정란회(情蘭會)의 핵심 멤버중 한 명.

- 박지영 : 안희연 역 - 세 자매의 어머니, 무능한 남편을 대신해 세 자매를 키우기 위해 안 해본 일이 없다. 현재는 감자탕 식당에서 일한다. 자매들을 위해 너무 열심히 살아서인지 딸들 개개인에게는 무심하고 세상에서 자기 자신이 제일 불쌍한 사람.

- 미상 : 오수복 역 - 세 자매의 아버지, IMF 때 인쇄소가 망하고 이후 되는 일이 없었다. 도박에 빠져 빚을 불리다 몰래 필리핀으로 도망갔다. 집 안의 걱정거리.

### 원령 가
- 엄기준 : 박재상 역 (아역 : 박성훈) (†) - 한 때는 광부였고 나중엔 운전사가 된 남자의 아들, 어린 시절은 불우했지만 머리가 비상해 소년 급제로 변호사가 되었다. 아버지가 운전사로 일하던 원기선 장군의 신뢰를 얻었다. 대형로펌의 기업 전문 변호사로 굵직한 사건들을 맡다가 2018년 저축은행 사건 이후 행보가 완전히 달라져서 사회적 약자를 위한 변론으로 이름을 알렸다. 원기선 장군의 딸 상아와 결혼. 자신의 이름을 건 장학재단을 출범시키며 정치 활동을 시작한다. 상아의 남편이자 효린의 아버지.

- 엄지원 : 원상아 역 (†) - 원기선 장군의 딸, 미스코리아 출신. 젊어서 연기를 해봤지만 재능이 없어서 그만두었다. 원령미술관과 장학재단 등을 운영하며 사립 예고에서 미술을 전공하는 고등학생 딸의 입시에 열중하고 있다. 외롭고 화려한 여자. 재상의 아내이자 효린의 어머니. 마지막은 인주와 마주치게 되어 염산을 포함한 물 속에서 사망.

- 전채은 : 박효린 역 (아역 : 고쥬니) - 재상과 상아의 외동딸, 외롭고 다정한 아이. 어쩐지 학교에는 친구가 없다. 유일한 친구가 인혜.

- 이도엽 : 원기선 역 (†) - 상아의 아버지. 베트남 전쟁에서 무공을 세웠던 장군, 한 때 보안사 사령관을 역임하며 정권의 2인자로까지 떠올랐으나 모종의 이유로 실각했고, 몇 년 전 쓰러져 현재는 병원에서 의식 없이 연명 중이다. 아들인 상우보다 사위인 재상을 신뢰했다. 73년 3월 5일 지금의 원령학교 부지 13만평을 자신의 사조직 정란회(情蘭會) 회원들과 공동명의로 매입했다.

- 이민우 : 원상우 역 - 상아와 남매지간, 계속되는 아버지의 비자금 조성 압박에 이를 신고했지만 오히려 정신병원에 입원하게 되었다.

### 원령그룹
- 위하준 : 최도일 역 - 와튼스쿨 출신의 유능한 인재, 원령 그룹의 해외 법인의 본부장이지만, 실제로는 박재상 집안의 재산 관리인 노릇을 한다는 소문이 있다. 어쩔 때는 친절하고 좋은 사람 같고 어쩔 때는 냉혹하고 못 믿을 사람 같지만 자기 말로는 돈을 지키기 위해서라면 목숨도 걸 수 있는 사람일 뿐이라고 한다. 세상에서 가장 신성한 것이 돈이라고 믿는 사람. 희재와 소영의 아들.

- 박보경 : 고수임 역 - 박재상 장학재단의 비서실장, 재상을 위한 일이라면 수단과 방법을 가리지 않는다. 강한 자 앞에선 약하고 약한 자 앞에선 강한, 잔인하고 비열한 인물.

### 그 외 인물
- 조연진 : 황보연 역 - 인주가 소속되어 있는 오키드 건설 13층 경리부 팀장, 인주를 고의적으로 따돌린 주범.

- 차용학 : 김철성 역 - 4년 전, 보배저축은행 사건 피해자(혹은 가해자)인 김달수 행장의 조카, 인경에게 제보를 하려다 불의의 사고를 당했다.

- 전진오 : 천상혁 역 - 혜석의 집안일을 돌봐주는 집사

- 미상 : 오인선 역 - 인주와 인경의 동생, 인혜가 태어나기도 전, 지금의 인혜와 같은 유전성 심장질환으로 명을 달리했다.

- 미상 : 박일복 역 - 재상의 아버지, 정란회 멤버

- 미상 : 조엘 필즈 역 - 극중 푸른 난초라는 저서의 작가.

- 장광 : 장사평 역 (†) - 푸른 난초를 번역한 옮긴이, 원령 학교장이자 원기선 기념관 관장, 정란회 멤버.

- 이일섭 : 김달수 역 - 보배저축은행장, 정란회 멤버.

- 미상 : CCTV 영상 속 간호사 역

- 김정팔 : 이용귀 역 - 베트남 전쟁 참전 용사

- 남기애 : 안소영 역 - 도일의 어머니, 희재의 아내. 홍신동 철거민 살인사건 용의자로 교도소에 수감중이다.

- 김명수 : 최희재 역 - 도일의 아버지, 소영의 남편. 베트남 전쟁 참전 용사. 정란회 멤버.

- 미상 : 철거민 대책위원장 역

- 미상 : 카페 사장 역

- 미상 : 아파트 직원 역

- 미상 : 이웃 역

- 미상 : 상아의 어머니 역

- 미상 : 침입자 역

- 나철 : 인주의 변호사 역

### 특별출연
- 송중기 : 박주형 역 - 브루노 추미노 명품 구두샵 매니저

- 추자현 : 진화영 역 - 오키드 건설 경리부 팀장, 사내에서 인주의 유일한 벗. 지난 15년 동안 신 이사의 불법 비자금을 빼돌려왔던 인물.

- 오정세 : 신현민 역 (†) - 오키드 건설 이사, 화영이 빼돌린 비자금을 추적하던 중 화영을 살해했을지도 모른다는 의심을 받는다. 의문의 사고로 사망.

## 오리지널 사운드트랙

### Part 1
| #  | 제목               | 작사 | 작곡          | 아티스트  | 재생 시간 |
| -- | ------------------ | ---- | ------------- | --------- | --------- |
| 1. | 〈Enough〉         | eSNa | Primary, eSNa | Zior Park | 3:46      |
| 2. | 〈Enough〉 (Inst.) |      | Primary, eSNa |           | 3:46      |

### Part 2
| #  | 제목               | 작사        | 작곡        | 아티스트 | 재생 시간 |
| -- | ------------------ | ----------- | ----------- | -------- | --------- |
| 1. | 〈La Vie〉         | Park Ye-seo | Woo Ji-hoon | Sole     | 3:49      |
| 2. | 〈La Vie〉 (Inst.) |             | Woo Ji-hoon |          | 3:49      |

## 수상
- 2023년 제59회 백상예술대상 TV부문 예술상 (류성희)
- 2023년 서울콘 에이판 스타 어워즈 작품상

## 시청률
최저 시청률과 최고 시청률은 시청률 조사회사와 지역별로 시청률에 차이가 있을 수 있습니다.
| 시즌 | 시즌 | 에피소드 번호 | 에피소드 번호 | 에피소드 번호 | 에피소드 번호 | 에피소드 번호 | 에피소드 번호 | 에피소드 번호 | 에피소드 번호 | 에피소드 번호 | 에피소드 번호 | 에피소드 번호 | 에피소드 번호 | 평균  |
| 시즌 | 시즌 | 1             | 2             | 3             | 4             | 5             | 6             | 7             | 8             | 9             | 10            | 11            | 12            | 평균  |
| ---- | ---- | ------------- | ------------- | ------------- | ------------- | ------------- | ------------- | ------------- | ------------- | ------------- | ------------- | ------------- | ------------- | ----- |
|      | 1    | 1.402         | 1.697         | 1.315         | 1.696         | 1.666         | 2.040         | 1.449         | 2.050         | 1.685         | 2.230         | 1.767         | 2.618         | 1.801 |

| 제1회  | 9월 3일  | 6.395%  | 6.931%  |
| 제2회  | 9월 4일  | 7.747%  | 8.519%  |
| 제3회  | 9월 10일 | 5.587%  | 6.110%  |
| 제4회  | 9월 11일 | 7.256%  | 8.315%  |
| 제5회  | 9월 17일 | 7.038%  | 8.072%  |
| 제6회  | 9월 18일 | 8.338%  | 8.898%  |
| 제7회  | 9월 24일 | 6.014%  | 7.033%  |
| 제8회  | 9월 25일 | 8.676%  | 9.710%  |
| 제9회  | 10월 1일 | 7.346%  | 8.935%  |
| 제10회 | 10월 2일 | 9.701%  | 11.278% |
| 제11회 | 10월 8일 | 7.707%  | 8.931%  |
| 제12회 | 10월 9일 | 11.105% | 11.968% |

## 같이 보기
- 대한민국의 텔레비전 드라마 목록 (ㅈ)
- 2022년 대한민국의 텔레비전 드라마 목록